# Internationale Bobslee- en Skeletonfederatie
De International Bobsleigh & Skeleton Federation (IBSF) (Engels) / Fédération Internationale de Bobsleigh et de Tobogganing (FIBT) (Frans) ofwel de Internationale bobslee- en skeletonfederatie is de overkoepelende internationale organisatie voor de sporten bobsleeën en skeleton. In juni 2015 werd overgegaan van gebruikmaking van de Engelse benaming IBSF in plaats van het oorspronklijke Franse FIBT.
De organisatie werd op 23 november 1923 opgericht in de Franse hoofdstad Parijs door vertegenwoordigers uit Frankrijk, Groot-Brittannië, Zwitserland, Canada en de Verenigde Staten. De bond heeft zijn hoofdkantoor in het Zwitserse Lausanne gevestigd.

## Geschiedenis

### Bobsleeën
Beginperiode
's Werelds eerste bobsleevereniging werd in 1897 in het Zwitserse Sankt Moritz opgericht. In 1914 werden al in veel landen regelmatig wedstrijden op natuurlijke ijspistes gehouden. De toename leidde uiteindelijk tot de oprichting van de FIBT in 1923 en de erkenning door het IOC in het jaar daarop. Bij de Olympische Winterspelen in 1924 in Chamonix-Mont-Blanc stond de viermansbob op het programma.
In 1930 werd het eerste wereldkampioenschap georganiseerd, ook dit keer alleen voor de viermansbob. Een jaar later was het de beurt aan de tweemansbobben. Op de Olympische Winterspelen in 1932 in Lake Placid debuteerden de tweemansbobben.
In 1935 werd de internationale sledesportenfederatie Internationaler Schlittensportsverband (ISSV), een voorloper van de huidige internationale rodelbond Federation Internationale de Luge de Course (FIL) opgenomen in de FITB. De FIL splitste zich in 1957 af.
Vanaf de jaren 1950
Door een conflict met gewichten tijdens de Olympische Winterspelen in 1952 ontstonden de eerste ingrijpende maatregelen toen gewichtslimieten werden geïntroduceerd. Vanaf die tijd ging de FIBT meer en meer reguleren, zowel aan de bobsleebanen als aan de sleeën zelf. Dit zowel met het oog op een eerlijke competitie als op de veiligheid. Vier jaar later bij de Spelen in Squaw Valley ontbrak het bobsleeën vanwege de kosten voor de aanleg van een bobsleebaan. De ontwikkeling van kunstmatig gekoelde banen eind jaren ' 60 en begin jaren 70 van de vorige eeuw leidden tot snellere tijden. Een decade later werden voor het eerst wereldbekerwedstrijden gehouden en weer tien jaar later ontstonden er competities voor vrouwen. Het bobsleeën voor vrouwen maakte zijn debuut bij het wereldkampioenschap in 2000 en op de Olympische Winterspelen in 2002.

### Skeleton
Beginperiode
De basis van het skeleton ligt ook in Zwitserland. In 1884 was het een onderdeel dat werd gehouden op de Cresta Run. Het bleef een Zwitserse aangelegenheid totdat in 1906 de eerste wedstrijden buiten Zwitserland werden gehouden en wel in Oostenrijk. Bij het congres van de FIBT in 1926 werd skeleton tot olympische sport uitgeroepen. De sport debuteerde op de Spelen van 1928 in Sankt Moritz. Er namen dertien atleten uit vijf landen deel. Pas 20 jaar later stond het opnieuw op het programma, weer in Sankt Moritz, tijdens de Winterspelen van 1948.
Op een zijspoor
Het IOC besloot in 1954 het skeleton te verwijderen van het olympisch programma en te vervangen door het rodelen. Hiermee belandde de sport op een zijspoor. Het zou tot 1970 duren toen er een bobslee-achtige skeleton werd ontwikkeld die kon worden gebruikt op een bobsleebaan. Ook de komst van kunstmatig gekoelde bobsleebanen gaf de sport nieuwe impulsen.
Opnieuw een topsport
Vanaf 1986, investeerde de FIBT meer en meer in het skeleton en het richtte scholen op om de sport te laten groeien. Een jaar later werd het eerste Europees kampioenschap georganiseerd. In 1989 werd voor het eerst een wereldkampioenschap gehouden. Het WK voor de vrouwen volgde in 2000. Op de Olympische Spelen van 2002 werd het skeleton opnieuw geïntroduceerd.

## Aangesloten bonden
In het seizoen 2022/2023 zijn er 78 nationale bonden aangesloten bij de IBSF. Een bond wordt alleen als lid geaccepteerd wanneer deze ook bij het nationaal olympisch comité is aangesloten. De uit de Nederlandstalige landen afkomstige bonden zijn:
Belgische Federatie voor Bobslee en Skeleton - België
Bob en Slee Bond Nederland – Nederland
Ten tijde dat de Nederlandse Antillen nog bestonden was de Rodel- en Bobslee Bond van deze eilandengroep aangesloten bij de FIBT.
Lidstaten (november 2022)
| Europa | Europa | Amerika | Azië | Afrika                                          | Oceanië                                        |
| --- | --- | --- | --- | ----------------------------------------------- | ---------------------------------------------- |
| Andorra Azerbeidzjan België Bosnië en Herzegovina Bulgarije Denemarken Duitsland Finland Frankrijk Griekenland Hongarije Ierland Italië Kroatië Letland Liechtenstein Litouwen Luxemburg Malta | Monaco Nederland Noorwegen Oekraïne Oostenrijk Polen Portugal Roemenië Rusland San Marino Servië Slovenië Slowakije Spanje Tsjechië Turkije Verenigd Koninkrijk Zweden Zwitserland | Amerikaanse Maagdeneilanden Argentinië Bermuda Brazilië Canada Chili Colombia Dominicaanse Republiek Jamaica Mexico Panama Puerto Rico Trinidad en Tobago Venezuela Verenigde Staten | Armenië Cambodja China Chinees Taipei Filipijnen India Irak Israël Japan Kazachstan Maleisië Mongolië Thailand Vietnam Zuid-Korea | Gambia Ghana Ivoorkust Nigeria Togo Zuid-Afrika | Amerikaans-Samoa Australië Nieuw-Zeeland Samoa |
| Voormalige: Estland | | | |                                                 |                                                |

## Bestuur
Anno 2022 is de Italiaan Ivo Ferriani voorzitter van de IBSF. De Belg Stefaan Freeling is een van de onder-voorzitters (vader van Colin Freeling). Namens Nederland zijn Joska Le Conté (skeleton sport comité) en de Brit Kristan Bromley (skeloton matarialen comité) lid van een van de adviserende commissies. In het verleden was Peter van Wees hierin vertegenwoordigd.
Voorzitters
| 1923-1960 | Renaud de la Frégeolière | Frankrijk        |
| 1960-1980 | Almicare Rotta           | Italië           |
| 1980-1994 | Klaus Kotter             | (West-)Duitsland |
| 1994-2010 | Robert H. Storey         | Canada           |
| 2010-     | Ivo Ferriani             | Italië           |

## Wedstrijden
De IBSF organiseert de olympische toernooien, de wereld- en Europese kampioenschappen en de wereldbekerwedstrijden.
Evenementen en/of competities
| Bosbsleeën                                      | Skeleton                                                                          |
| ----------------------------------------------- | --------------------------------------------------------------------------------- |
| Bobsleeën op de Olympische Winterspelen         | Skeleton op de Olympische Winterspelen                                            |
| Wereldkampioenschappen bobsleeën                | Wereldkampioenschappen skeleton                                                   |
| Wereldbeker bobsleeën                           | Wereldbeker skeleton Intercontinental Cup Europe Cup North American Cup Asian Cup |
| Europese kampioenschappen bobsleeën en skeleton |                                                                                   |